# Алжери (тежък крайцер, 1932)
Алжери (на френски: Algérie) е тежък крайцер на ВМС на Франция от времето на Втората световна война.

## История на създаването
Към края на 1928 г. френският ВМФ има в строй и в строеж 6 тежки крайцера от тип „Дюкен“ и „Сюфрен“, но характеристиките на тези кораби не радват френските адмирали. Макар в сравнение с „картонените“ „Дюкени“ крайцерите от типа „Сюфрен“ и да получават някаква бронева защита, нейните характеристики все пак са недостатъчни. Особено потискащо изглежда сравнението с тежките крайцери на основния противник – Италия. Даже смятаните за слабозащитени крайцери от типа „Тренто“ изглеждат по-добре от френските крайцери, а когато във Франция идва вестта за залагането от италианците на серията от четирите добре бронирани крайцера от типа „Зара“, ръководството на френския флот е обхванато от сериозно безпокойство. В крайна сметка през същата тази 1928 г. е взето решението за започване на проектирането на седмия „вашингтонски“ крайцер с шифър „С4“.
Френският Генерален морски щаб иска създаването на крайцер със защита от 155-mm снаряди. Предполага се защитата на кораба във вертикалната проекция да е на дистанции до 15 000 метра, и в хоризонталната на дистанции от 20 000 метра. Поради увеличаването на теглото на бронята се разрешава да се ограничи максималната скорост до 31 възела.
Първоначалният проект, разработен през 1928 г., предвижда двувална енергетична установка и наличието на два комина. Но независимо от простотата на този вариант той е отхвърлен поради прекалено големите натоварвания върху гребните винтове. Към 1929 г. са разработени още два варианта на проекта. На 9 декември 1929 г. Генералният щаб на ВМС прима за последващо разработване Вариант 3 с линейна компоновка на четиривалната ЕУ и един комин.

## Конструкция

### Корпус и архитектура
Крайцерът има височина на корпуса от кила до горната палуба: при форщевена – 13,6 м, на мидъла – 11 м, при кърмата – 12 м.
При нормална водоизместимост форщевенът се издига над водата на 8 м, а ахтерхщевенът на 6,4 м.

### Въоръжение
| калибър, mm                           | 203,2       | 203,2       | 100          | 37        | 13,2  |
| дължина на ствола, калибри            | 50          | 50          | 50           | 50        | 76    |
| маса на оръдието, kg                  | 20 716      | 20 716      | 1620         | 300       | 19,5  |
| скорострелност, изстрела/минута       | 4 – 5       | 4 – 5       | 10           | 30 – 42   | 200   |
| тегло на снаряда, kg                  | 123,8 – 134 | 123,8 – 134 | 13,5 – 14,95 | 0,725     | 0,052 |
| максимална далечина на стрелбата, m   | 820         | 820         | 755 – 785    | 810 – 840 | 800   |
| максимална далечина на стрелбата, m   | 30 000      | 30 000      | 15 800       | 7150      | 7200  |
| максимална досегаемост по височина, m | –           | –           | 10 000       | 5000      | 1500  |

Главният калибър на крайцера е представен от 203-mm оръдия М1931, незначително различаващи се от модела от 1924 г., поставен на предшестващите тежки крайцери на Франция. Оръдието с дължина 50 калибра има максимална далечина на стрелбата със 123,1-kg бронебоен снаряд от 31 400 метра. Живучестта на ствола достига 600 изстрела с боен заряд. През 1936 г. на въоръжение е приет свръхтежкият бронебоен снаряд с тегло 134 kg, при който далечината на стрелба намалява до 30 километра. Следва да се отбележи, че в годините на Втората световна война крайцерите никога не са стреляли на толкова големи дистанции. Освен това има и фугасен снаряд с тегло 123,8 kg. Кроме того, имелся и фугасный снаряд весом 123,8 кг. Кулите на главния калибър получават имена свързани с историята и градовете на Алжир: кърмовата – „Кара Мустафа“, втората от кърмата – „Константин“, носовата – „Алже“, втората от носа – „Оран“.
Зенитната артилерия за далечен бой е представена от 100-mm оръдия М1930, което голяма крачка напред при френските крайцери. Оръдията стрелят с фугасни зенитни, а също и с полубронебойни снаряди на далечина до 15,6 km, таванът достига 10 km.
Малокалибрената зенитна артилерия е първоначално представена от старите зенитни автомати модел 1925 г., неотговарящи даже на изискванията от началото на 30-те години на ХХ век. През януари 1940 г. те са заменени със сдвоените установки на по-съвременния модел 1933 г., но броят на зенитните автомати все пак си остава недостатъчен, а и са разположени неудачно. Зенитните средства се допълват от 4 четирицевни 13,2-mm картечници „Хочкис“ модел 1929 г. Бойният опит показва тяхната пълна безполезност.

### Брониране
Горният вертикален брониран пояс е с дебелина 110 мм. На протежение на носовите погреби, в района на централния пост, а също така и при помещенията на предните динамо-машини височината на пояса е равна на 3,75 м, и достига 4,45 м в района на турбинно-котелната установка. На кърмата, в района на задните погреби височината на пояса намалява до 2,45 м. Поясът е направен от хомогенна никелова стомана с голяма здравина. Външният пояс се допълва от вътрешен 40-мм, преминаващ в торпедна преграда. Вътрешният пояс е направен от по-мека, но по-еластична броня.
Палубата на протежение на енергетичната установка (между 60 и 130 шпангоут) има дебелина 80 мм между вътрешните 40-мм бронирани прегради; извън тях, към борда, вървят 30-мм плочи. В района на носовите погреби (от 130 до 144-я шпангоут) палубата остава еднородна – 80-милиметрова, а кърмовите погреби се прикриват от 80-мм броня посредата и 30-мм при бордовете.

### Енергетична установка
Енергетичната установка включва в себе си 4 турбозъбчати агрегата марка „Рато“. Всеки от тях се състои от четири турбини: високо, средно и ниско налягане, а също и за заден ход. Използва се едностъпков зъбен редуктор с предавателни числа 1/9,75 за ТНН, 1/13,5 за ТСН и 1/18 за ТВН. В тези агрегати се използва умерено прегрята пара с високо налягане – 27 kgf/cm² (26,6 atm) при 325°C. Нормалната мощност на всеки ТЗА съставлява 21 000 к.с., при форсаж достигаща 24 000 к.с. Тяговъоръжеността на енергетичната установка на „Алжери“ е доста висока – 15,6 kg/к.с. При предшестващата серия крайцери тази стойност е от 17,6 до 18 kg/к.с. Общото тегло на установката съставлява 1347,45 тона. Установките се отличават с висока надеждност и икономичност.
Максималната скорост на изпитанията достига 33,2 възела при мощност 95 700 к.с. Пълният запас гориво включва 2935 тона мазут. С него крайцерът може да измине 8700 мили при скорост 15 възела, 7000 мили при скорост 20 възела и 4000 мили на 27 възела при боен запас гориво от 2142 т. Разликата в разхода на гориво между резултатите от изпитанията и 6 месеца по-късно, след докуване, съставлява около 30%.
Снабдяването с електроенергия се осъществява от четири турбогенератора с мощност по 300 кВт. Освен тях, има два дизел-генератора с мощност по 100 кВт (при претоварване до 120 кВт).

### Развитие на проекта
Към 1939 г. е подготвен проектът C5, развитие на „Алжери“. Водоизместимостта на новия кораб трябва да бъде от 10 246 до 10 349 тона, пълното – 14 770 тона. Мощността на енергетичната установка да съставлява 100 000 к.с. Главният калибър на новия крайцер се помества в три триоръдейни кули – всичко 9 203-mm оръдия. Зенитната артилерия включва от 10 до 14 100-mm оръдия, а също зенитни автомати.
През април 1940 г. е взето решение за строителството на три крайцера от типа C5, но поради поражението на Франция нито един от тях не е одобрен за построяване.

## История на службата
Скоро след влизането си в строй „Алжери“ е въведен в състава на 1-ва лека дивизия, включваща най-силните тежки крайцери на френския флот и базираща се в Тулон. Службата през мирно време преминава за крайцера успешно, без сериозни произшествия. С началото на войната „Алжери“ влиза в състава на съединение „Х“, без особен успех занимаващо се с лов на немски рейдери и с прехващане на вражеските търговски съдове. В периода февруари – април 1940 г. крайцерът, с други кораби, се занимава с конвоиране на съдове с особено важни товари по трансатлантическите маршрути. До участие в реални бойни действия се стига едва след обявяването от Италия на война на Франция. Единственият път, в който „Алжери“ стреля по врага, е в нощта на 14 юни, участвайки в рейда на френския флот над Генуа. Артилерията на крайцера поразява редица брегови обекти. Но още на 22 юни Франция капитулира, подписвайки Компиенското примирие. „Алжери“ остава в състава на флота на Виши, реорганизиран във Флота на открито море (Force de Haute Mer). Единственият боен поход корабът извършва през ноември 1940 г., след това нечесто и недалеч излиза от Тулон.
На 11 ноември 1942 г. немските войски нахлуват на територията, контролирана от Виши. Една от главните цели са корабите на френския флот. Тъй като нацистите нарушават примирието, френските моряци могат с лекота да пресекат Средиземно море и да се присъединят към съюзниците, още повече, че немците се появяват в Тулон чак след две седмици. Но командването на флота избира да да потопи своите кораби на рейда. В утрото на 27 ноември „Алжери“ е взривен и подпален от екипажа си, след което ляга на дъното и гори до 16 декември. Опитите на италианците през 1943 г. да извадят гордостта на френския флот за утилизация са без успех. Той е изваден едва през 1949 г. и към 1956 г. е разкомплектован за скрап.

## Оценка на проекта
През 30-те години на ХХ век „Алжери“ се смята за един от най-добрите тежки крайцери в света и безусловно най-добрият в Европа. Неслучайно конструкторите на „Адмирал Хипер“ се стремят да надминат именно него. Ако се сравнява противоторпедната конструктивна защита, тя е най-мощна при „Алжери“, „Такао“ и „Адмирал Хипер“. Дълбочината на защитата при „Алжери“ е равна на 5,1 м, на „Адмирал Хипер“ 3,7 м, на „Такао“ 2,5 м, на „Зара“ и „Уичита“ конструктивна защита няма.
Към достойнствата на „Алжери“ следва да се отнесат:
- Достатъчно надеждното вертикално брониране, защитаващо крайцера на основните дистанции на боя от снаряди 203 mm калибър;
- Доста мощното за кораб с такива размери хоризонтално брониране, способно да спаси крайцера при попадения на 250-kg бомби и даващо определен шанс за оцеляване при попадения на 500-kg бомби. В това отношение „Алжери“ изпъква пред всички съвременни му крайцери;
- Добрата система за противоторпедна защита, способна да издържи без фатални последствия до две торпедни попадения.

Артилерията на главния калибър напълно съответства на изискванията. Мореходността е на достатъчно прилично ниво, макар „Алжери“ и да отстъпва по този показател на високобордните, но слабозащитени „вашингтонци“ от първо поколение. Неголямото изоставане от аналозите по скорост на хода от аналозите, според опита на войната, няма сериозно значение. Въпреки това крайцерът има и ред съществени недостатъци:
- Много слаба защита на рулевото отделение, характерно, впрочем, и за крайцерите на другите страни;
- Остаряла система за управление на огъня на зенитната артилерия;
- Ниски характеристики на зенитните автомати, налични, освен това, в съвършено недостатъчен брой.

Обаче най-главната проверка – участието в реални боеве – „Алжери“ не преминава и е потопен от екипажа.
Остава въпросът за мореходността. Тук следва да се отбележи, че всичките тежки крайцери от второ поколение отстъпват по този показател на „картонените“ британски „Каунти“ и даже на първите френски и италиански кораби от този клас. „Такао“ отстъпват на „Миоко“, а „Могами“ отстъпват на „Такао“. Видимо конструкторите от различните страни да признават, че известно намаляване на височината на надводния борд е напълно допустимо.
| Характеристики на оръдията на главния калибър на тежките крайцери | Характеристики на оръдията на главния калибър на тежките крайцери | Характеристики на оръдията на главния калибър на тежките крайцери | Характеристики на оръдията на главния калибър на тежките крайцери | Характеристики на оръдията на главния калибър на тежките крайцери | Характеристики на оръдията на главния калибър на тежките крайцери | Характеристики на оръдията на главния калибър на тежките крайцери |
| ----------------------------------------------------------------- | ----------------------------------------------------------------- | ----------------------------------------------------------------- | ----------------------------------------------------------------- | ----------------------------------------------------------------- | ----------------------------------------------------------------- | ----------------------------------------------------------------- |
| Оръдие, мм/клб                                                    | 203/50                                                            | 203/53                                                            | 203/50                                                            | 203/60                                                            | 203/55                                                            | 203/50                                                            |
| Страна                                                            | Франция                                                           | Италия                                                            | Япония                                                            | Германия                                                          | САЩ                                                               | Англия                                                            |
| Тегло на снаряда, кг                                              | 123,1(134)                                                        | 125,3                                                             | 125,85                                                            | 122                                                               | 118(152)                                                          | 116,1                                                             |
| Нач. скорост, м/с                                                 | 850 (820)                                                         | 900                                                               | 840                                                               | 925                                                               | 853 (762)                                                         | 855                                                               |
| Енергия, млн. Дж                                                  | 90,1                                                              | 101,5                                                             | 88,8                                                              | 104,4                                                             | 85,8                                                              | 84,9                                                              |
| Живучест на ствола, изстрела                                      | 600                                                               | 200                                                               | 400                                                               | 600                                                               | 600                                                               | 550                                                               |
| Макс.далечина, км                                                 | 31,4 (30)                                                         | 31,3                                                              | 28,9                                                              | 33,54                                                             | 29,13 (27,4)                                                      | 29,4                                                              |

1. ↑  Дължина на ствола, отнесена към калибъра на оръдието. Във Франция и Великобритания се измерва по канала на ствола. В САЩ, Германия и Русия под дължина се разбира разстоянието от дулния срез до ръба на затворното гнездо.
2. ↑  По-късно е приет heavy.
3. ↑  По-късно е приет super heavy.

| Сравнителни ТТХ на тежките крайцери          | Сравнителни ТТХ на тежките крайцери               | Сравнителни ТТХ на тежките крайцери                         | Сравнителни ТТХ на тежките крайцери                           | Сравнителни ТТХ на тежките крайцери                                  | Сравнителни ТТХ на тежките крайцери |
|                                              | „Такао“ · Япония                                  | „Ню Орлиънс“ САЩ                                            | „Алжери“                                                      | „Зара“ · Италия                                                      |                                     |
| -------------------------------------------- | ------------------------------------------------- | ----------------------------------------------------------- | ------------------------------------------------------------- | -------------------------------------------------------------------- | ----------------------------------- |
| Година на залагане/влизане в строй           | 1927/1932                                         | 1931/1934                                                   | 1931/1934                                                     | 1929/1931                                                            |                                     |
| Водоизместимост, стандартна/пълна, т         | 11 350/15 186                                     | 10 299/12 693                                               | 10 109/13 461                                                 | 11 680/14 300                                                        |                                     |
| Енергетична установка, к.с.                  | 130 000                                           | 107 000                                                     | 84 000                                                        | 95 000                                                               |                                     |
| Максимална скорост, възела                   | 35,5                                              | 32,75                                                       | 31                                                            | 32                                                                   |                                     |
| Далечина на плаване, мили на скорост, възела | 7000 (14)                                         | 7600 (15)                                                   | 8700 (15)                                                     | 5300 (16)                                                            |                                     |
| Артилерия на главния калибър                 | 5×2 – 203-мм/50 тип 3-та г. № 2                   | 3×3 – 203-мм/55 Mk 9                                        | 4×2 – 203-мм/50 M1931                                         | 4×2 – 203-мм/53 Mod. 29                                              |                                     |
| Универсална артилерия                        | 4×1 – 120-мм/45 тип 10                            | 8×1 – 127-мм/25                                             | 6×2 – 100-мм/45                                               | 8×2 – 100-мм/47 Mod. 28                                              |                                     |
| Торпедно въоръжение                          | 4×2 – 610-мм ТА                                   | —                                                           | 2×3 – 550-мм ТА                                               | —                                                                    |                                     |
| Авиогрупа                                    | 2 катапулта, 3 хидросамолета                      | 2 катапулта, до 4 хидросамолета                             | 1 катапулт, 3 хидросамолета                                   | 1 катапулт, 2 хидросамолета                                          |                                     |
| Брониране, мм                                | Пояс – 102, палуби – 47 – 32, кули – 25, ПТП – 58 | Пояс – 127…76, палуба – 57 – 32, кули – 203…37, рубка – 127 | Пояс – 110+40, палуба – 80, кули – 100, рубка – 100, ПТП – 40 | Пояс – 100 – 150, палуби – 20+70, кули – 120 – 150, рубка – 70 – 150 |                                     |
| Екипаж                                       | 727                                               | 868                                                         | 616                                                           | 841                                                                  |                                     |

1. ↑  За американските и японските кораби дългите тонове са преизчислени в метрични.

## Коментари
1. ↑  Данните за стандартната водоизместимост се разминават.
2. ↑  Всички данни са към момента на влизане в строй.
3. ↑  По образец на италианските крайцери тип „Зара“.